# PSR B1257+12 C

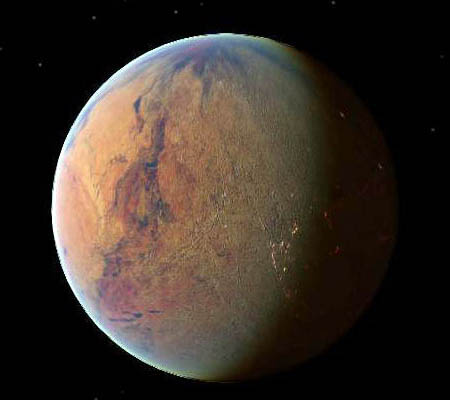
Impressão artística de PSR B1257+12 C.

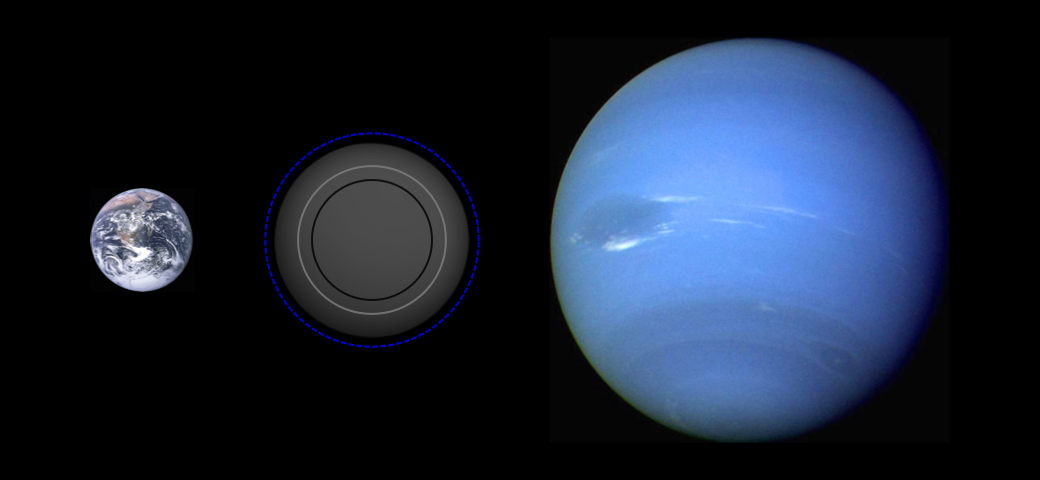
Comparação do tamanho da Terra com o de PSR B1257+12 C e o de Netuno.

PSR B1257+12 C, nomeado Fobetor, é um exoplaneta situado a aproximadamente 980 anos-luz de distância na constelação Virgo. Foi um dos primeiros exoplanetas já descobertos e é atualmente o terceiro objeto conhecido orbitando o pulsar PSR B1257+12. O planeta é quase 4 vezes maior que a Terra.